# Gelsenkirchen
Gelsenkirchen é uma cidade independente (kreisfreie Stadt) ou distrito urbano (Stadtkreis), ou seja, possui estatuto de distrito (Kreis), localizada na região administrativa de Münster, no estado de Renânia do Norte-Vestfália, Alemanha. Fica localizada na porção norte da área de Ruhr (em alemão: Ruhrgebiet).

## História
Gelsenkirchen foi documentada pela primeira vez em 1150, mas permaneceu uma pequena vila até o século XIX, quando a Revolução Industrial levou ao crescimento de toda a região. Em 1840, quando a mineração de carvão começou, seis mil habitantes viviam em Gelsenkirchen; em 1900 a população tinha crescido para 138 mil.

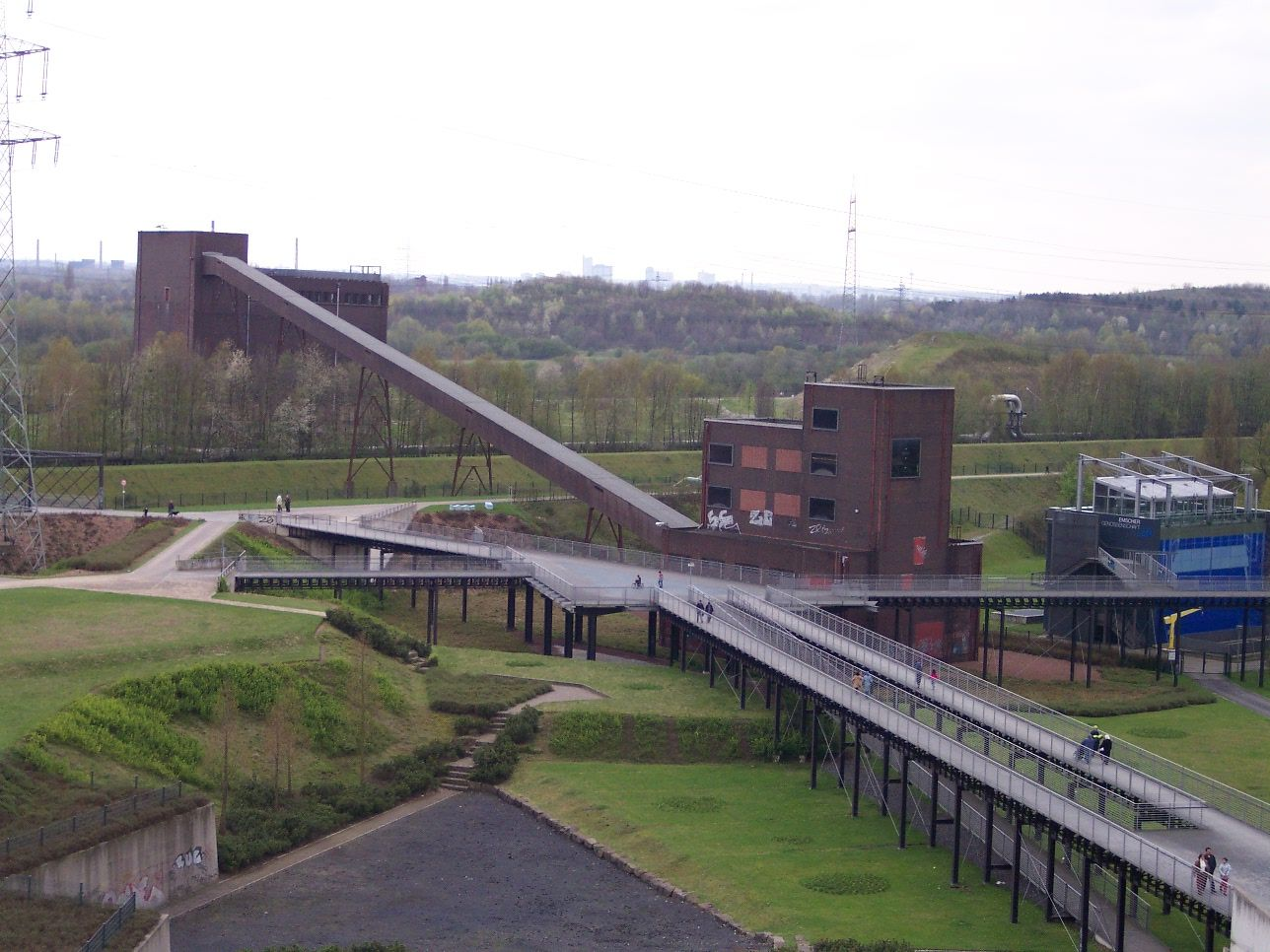
Nordsternpark

No início do século XX Gelsenkirchen foi a cidade mais importante em mineração de carvão da Europa. Era chamada de a "cidade dos mil fogos", por causa de toda a fumaça das pilhas. Em 1928 Gelsenkirchen foi unida às cidades vizinhas de Buer e Horst. A cidade ostentou o nome Gelsenkirchen-Buer até ser renomeada Gelsenkirchen em 1930. Durante a era Nazista, Gelsenkirchen permaneceu o centro da produção de carvão e de refinação de petróleo, e por essa razão foi bombardeada por patrulhas aéreas Aliadas na II Guerra Mundial. Hoje em Gelsenkirchen não existem mais carvoarias, e a cidade procura uma nova imagem no turismo e nas novas tecnologias. Hoje a maior geradora de energia solar da Alemanha fica na cidade. Em Gelsenkirchen-Scholven há uma estação de energia por queima de carvão com as maiores chaminés na Alemanha (302 metros).

## Geografia
Municípios limítrofes
Gelsenkirchen tem limite com as cidades de Herne, Bochum e Essen e com distrito de Recklinghausen composto pelas cidades de Gladbeck, Dorsten, Marl e Herten (sentido horário).
Bairros e Regiões
A cidade é dividida em cinco regiões e 17 bairros
- Gelsenkirchen-Norte : Buer, Scholven, Hassel
- Gelsenkirchen-Centro: Altstadt, Bismarck, Bulmke-Hüllen, Feldmark, Heßler, Schalke, Schalke-Nord
- Gelsenkirchen-Oeste : Horst, Beckhausen
- Gelsenkirchen-Leste : Erle, Resse, Resser-Mark
- Gelsenkirchen-Sul   : Neustadt, Ückendorf, Rotthausen

## Cultura

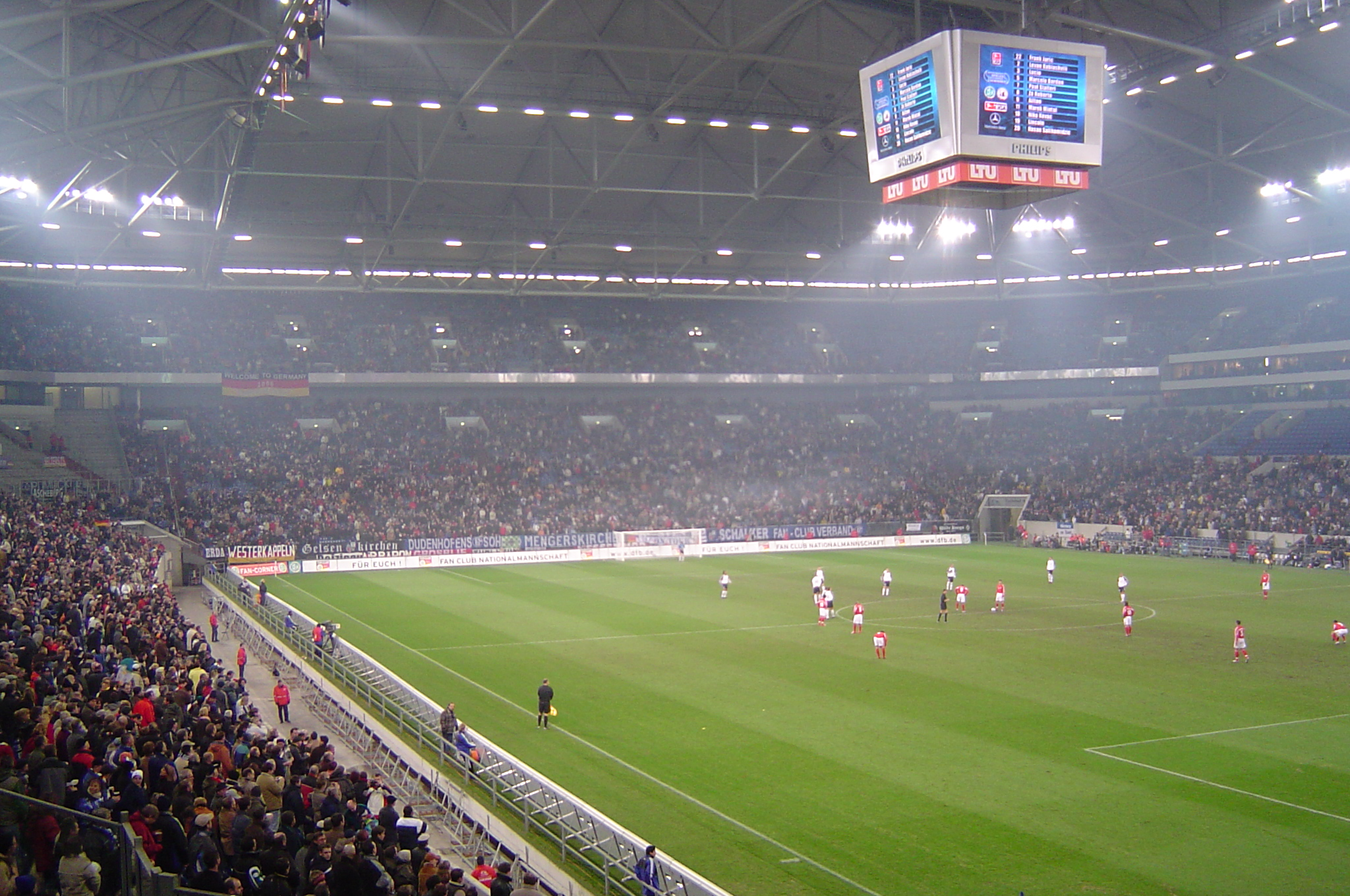
Veltins-Arena

A cidade é um dos maiores centros culturais no Vale do Ruhr. As ofertas de entretenimento misturam o clássico e o moderno, com ricas ofertas no que diz a respeito a Teatro, Museus, Música, Arquitetura, Fauna e Flora.
Teatros
MiR, Musiktheater im Revier, abriga espetáculos de Ópera, Musicais, Ballets e Orquestras do mais alto nível. A arquitetura do seu prédio é um marco na construção de teatros pós guerra. O complexo foi inaugurado em 1959, um projeto do arquiteto Werner Ruhnau. O MiR pertence desde 1997 ao grupo de patrimônios históricos e culturais do país.
O Nordsternpark também conta com um anfiteatro, com capacidade para cerca de 6100 espectadores. Lá são realizados shows e peças teatrais nas temporadas Open-Air. Já as crianças e adolescentes também tem se lugar reservado no Teatro Consol. Desde 2001 já foram realizados vários espetáculos com ênfase no público jovem, que junto a escolas realiza um trabalho pedagógico que tem com objetivo a inclusão desde a infância no mundo teatral.
Museus
Ao norte de Buer o Museu de Arte (Kunstmuseum) expõe um grande número de importantes peças impressionistas e a maior coleção de arte cinética alemã.
Com o objetivo de juntar todos os artistas sob um único teto, foi fundado em 1931 a colônia Künstlersiedlung Halfmannshof. Na época foi visto como algo incrível: criar uma „vila do trabalho“, onde cada um de seus moradores teria a possibilidade de tornar sua ideias realidade, trocando experiências e inspirações diariamente. Além de exposições o lugar oferece também visitas guiadas ao dos ateliês dos artistas
Construções
O restaurado palácio Horst é um dos mais importantes símbolos do Renascimento na Renânia do Norte — Vestfália. Construído entre os anos de 1556 e 1578, conta com uma rica oferta gastronômica além de receber recitais, leituras , espetáculos de dança e teatros e concertos. O local também é um dos preferidos para realização de casamentos, já que foi convertido a cartório. Desde a sua reforma é um dos novos principais pontos de encontro em Gelsenkirchen.
A área verde do Castelo Berge, um jardim que une o clássico inglês e o rococó francês tem o tamanho de quase 73 mil campos de futebol. Em meio ao bairro de Buer o castelo construído no ano de 1264 , tem como principais atrações seu jardim de esculturas floridas e o lago Berge, anexado ao terreno no ano de 1930. O castelo conta hoje, após inúmeras reformas, com um bar e um restaurante. Para aqueles que pretendem prolongar sua estadia o castelo também dispõe de um hotel em suas instalações. Em suas proximidades foi aberto em 1993 o Parque de Esculturas Berger Feld. Localizado em meio a área verde de Buer, o parque é um grande espaço para a realização de obras artísticas. Através do conceito „Arte em Árvores“ utiliza-se para as esculturas restos de árvores ou plantas adultas, mas nunca afetando o equilíbrio ecológico. No verão o parque é palco para a Sommerfest (Festa de Verão) da cidade, que com sua tradicional queima de fogos ilumina de forma única o castelo Berge.
Construída em 1308 o Palácio Wasserburg Lüttinghoff é a construção histórica mais antiga da cidade. Sua renomada arquitetura é divida entre Palácio Principal, Pequeno Palácio e um Jardim. Enquanto o prédio principal foi mantido em sua integridade, o prédio secundário foi substituído por um complexo, que caracteriza as moradias e construções do século XVIII. Em 1993 esta mesma construção foi definida como Patrimônio Histórico do estado da Renânia do Norte Vestefália. Sua marcante fachada rosada e sua ponte principal dão boas-vindas aos visitantes e convidam a todos a apreciar o seu charme e degustar de seu maravilhoso restaurante, sendo para um delicioso almoço ou para o Brunch de domingo.
Esportes
Gelsenkirchen é a casa do clube de futebol alemão FC Schalke 04. O estádio do Schalke, Veltins-Arena, é geralmente lembrado como um dos mais inovadores estádios construídos nos últimos anos, sendo considerado para muitos um dos melhores estádios do Mundo. Ao total, o estádio dispõe de 53 mil lugares, incluindo Logen exclusivas e confortáveis Business-Seats. Entre suas principais atrações estão o teto retrátil, que em  apenas 30 minutos transforma a arena em um estádio coberto, o gramado removível e o seu super telão, que possibilita a uma melhor visão das jogadas de todos os lugares.Foi na Arena AufSchalke que o FC Porto ganhou a Liga dos Campeões da época 2003/2004, frente ao AS Mónaco. A cidade foi uma das sedes da Copa do Mundo de 2006 com 5 partidas.